# تيموثي هاينز
تيموثي هاينز (بالإنجليزية: Timothy Hines)‏ هو مخرج أمريكي، ولد في 1960 في الولايات المتحدة.

## وصلات خارجية
- تيموثي هاينز على موقع IMDb (الإنجليزية)
- تيموثي هاينز على موقع ألو سيني (الفرنسية)
- تيموثي هاينز على موقع أول موفي (الإنجليزية)
- تيموثي هاينز على موقع قاعدة بيانات الفيلم (الإنجليزية)
- تيموثي هاينز على موقع كينوبويسك (الروسية)